# Бой под Рабат-Керимом
Бой под Рабат-Керимом 9 (22) декабря 1915 — сражение между частями русского экспедиционного кавалерийского корпуса и персидскими антиправительственными формированиями эмира Хишмета в ходе Персидской кампании Первой мировой войны.
8 (21) декабря, во время окончания Кумской операции, командиром корпуса князем Н. Н. Баратовым были получены сведения, что из селения Рабат-Керим в 50 км к юго-западу от Тегерана на столицу готовится идти отряд мятежников эмира Хишмета из конных фидаинов, персидских жандармов, беглых немецких и австрийских пленных и наёмников с целью разгромить русскую и английскую миссии, и увезти шаха и дипломатов в Исфахан.
По приказу Баратова командир Тегеранского отряда войсковой старшина П. К. Беломестнов с 5,5 сотнями (688 шашек) и двумя орудиями, ночью 8/9 (21/22) декабря совершил 70-вёрстный переход, и подступил к Рабат-Кериму, где был встречен сильным огнём противника, занявшего частью сил горный массив. Под командованием эмира Хикмета кроме германских наёмников было 500 пеших жандармов и 1500 конных бахтиар.
После шестичасовой артиллерийской подготовки Беломестнов повел казаков в атаку на основные силы противника, находившиеся у караван-сарая, а есаул Венков с двумя сотнями при поддержке артиллерии атаковал цепь стрелков в горах. Конные части персов при виде казачьей лавы боя не приняли и обратились в бегство, а пешие части были разбиты наголову, потеряв убитыми 245 человек, половину из которых, в том числе офицеров, русские изрубили шашками.
В бою отличился хорунжий 4-го Сводно-Кубанского полка терский казак Пётр Редьков. Командуя 1-й сотней на правом фланге наступления, он под сильным огнём противника выдвинулся вперед, обходным движением заставил вражеский резерв развернуться, и, сдерживая превосходящие силы персов, дал возможность отряду перейти в конную атаку. В решительный момент сражения он бросился во главе взвода в штыковую атаку и погиб в бою. За свой подвиг был посмертно награждён Георгиевским оружием.
Дело под Рабат-Керимом помешало германо-турецкой агентуре овладеть особой шаха и использовать его для вовлечения Персии в войну с Антантой.